# Josep Gibert Clols

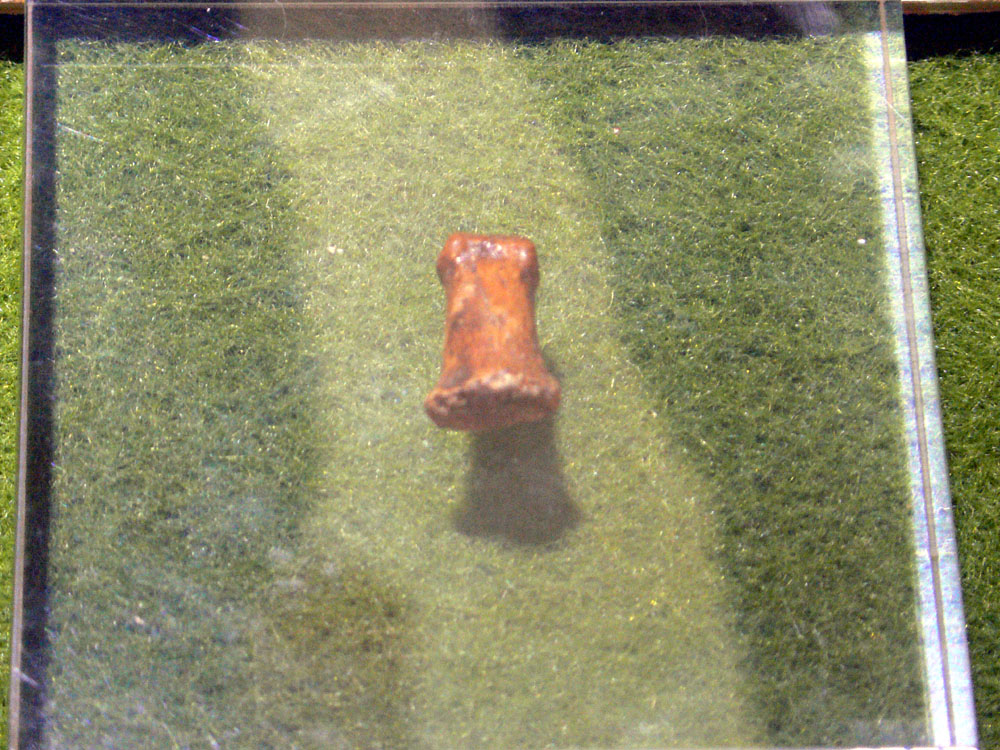
Possible fòssil de falange humana trobat per Gibert a Cueva Victoria. Museo Arqueológico Municipal de Cartagena.

Josep Gibert Clols (Valls, 31 de maig de 1941 - Terrassa, 7 d'octubre de 2007), va ser un paleoantropòleg català. Doctor en ciències geològiques, catedràtic de ciències naturals dels instituts de Montcada i Egara i, des de 1983, director i posteriorment investigador de l'Institut de Paleontologia de Sabadell, actualment Institut Català de Paleontologia.
Malgrat que havia nascut a Valls, va viure uns anys a Móra d'Ebre on s'instal·là la seva família quan ell tenia quatre anys i fins al 1969. A començaments dels setanta s'instal·là amb la seva família a Castellar del Vallès, població que alternà amb Venta Micena (província de Granada), els estius.
Josep Gibert Clols va posar de moda a Espanya la discussió científica sobre l'evolució humana quan va anunciar el 1982 que havia descobert l'Home d'Orce, un homínid segons part de la comunitat científica internacional i un èquid segons una altra. Segons Gibert, havia trobat les restes del primer poblador de l'Europa Occidental al jaciment de Venta Micena.
Posteriors troballes, com la de començaments d'aquell mateix any a Tarragona, on es va trobar l'esquelet d'una nena de fa 2.000 anys, van constituir la prova de què es tractava d'un humà i que era, per tant, el primer poblador de l'Europa Occidental.
El director del Centre Nacional d'Investigació sobre Evolució Humana (CENIEH) i codirector de les excavacions d'Atapuerca (Província de Burgos), José María Bermúdez de Castro, va ressaltar que Gibert va ser un home que "movia moltes coses". "Va ser una època amb molta discussió i debat i es va parlar molt d'evolució humana. Va promoure un congrés molt important a Orce i va aconseguir que hi hagués molt de moviment i activitat científica, i aquesta és una aportació molt valuosa independentment de si tenia raó o no", va agregar Bermúdez de Castro després de conèixer la notícia de la seva defunció.
Va morir el 7 d'octubre de 2007 als 66 anys a Terrassa a conseqüència d'un càncer limfàtic.